# Xanthopimpla ecaudata
Xanthopimpla ecaudata är en stekelart som beskrevs av Krieger 1899. Xanthopimpla ecaudata ingår i släktet Xanthopimpla och familjen brokparasitsteklar. Inga underarter finns listade i Catalogue of Life.